# 吉見広頼
吉見 広頼（よしみ ひろより）は、戦国時代から江戸時代初期にかけての武将。毛利氏の家臣。石見国津和野城主。

## 出自
石見国鹿足郡津和野の三本松城を本拠とする国人である石見吉見氏は、鎌倉幕府初代将軍・源頼朝の異母弟・範頼を遠祖とする清和源氏の支流・吉見氏の傍流にあたる。

## 生涯
天文11年（1542年）、吉見正頼の嫡男として誕生。毛利氏よりその祖先・大江広元の1字を与えられて広頼と名乗る。
父が陶晴賢と対立し、天文23年（1554年）に籠城戦の末に一時降伏した際に人質となったが、翌天文24年（1555年）の厳島の戦いで晴賢が敗死すると解放された。
永禄6年（1563年）に初陣、出雲国白鹿城攻めで本田家吉を討ち取った。
初陣後に毛利隆元の娘・津和野局を正室に迎えたが、元亀2年（1571年）10月6日に先立たれたため、内藤隆春の娘・河原殿を継室に迎えた。
天正7年（1579年）に備後国・美作国に出陣、天正10年（1582年）の備中高松城の戦いに出陣した。同年、父から家督を譲られる。
病弱で父ほどには信任を受けなかったが、毛利氏に忠実に仕え、天正14年（1586年）の九州平定で吉川元春や小早川隆景らと共に九州に従軍、豊前国香春岳城攻めで功績を上げ、豊臣秀吉から感状を受け取った。
天正18年（1590年）の小田原征伐では、毛利水軍に加わり三沢為虎、熊谷元直、益田元祥、山内広通諸将と共に伊豆国下田城を落とした。
文禄・慶長の役には病気で出陣できなかったため、嫡男・元頼が代わりに朝鮮半島に渡海したが、元頼は病により帰国し文禄3年（1594年）6月4日に元頼が津和野で病死した。さらに翌年の文禄4年（1595年）4月29日に継室の河原殿も亡くなった。
慶長2年（1597年）は病により次男の広長に家督を譲って隠居し、同年から始まる慶長の役では次男の広長が朝鮮半島に渡海した。なお、広頼には隠居領として1100余石が与えられている。
しかし、家督を相続した広長は毛利氏に反抗的で、慶長4年（1599年）に出奔したため、広頼が当主に復帰し、広長の帰参に腐心することになる。広長は慶長5年（1600年）に復帰したが、同年の関ヶ原の戦いで輝元は周防国・長門国に減封、広頼も津和野を離れて萩に移り住んだ。
慶長9年（1604年）に広長が再び出奔、娘達も先立つなど晩年は不遇であった。
慶長17年（1612年）、吉川広家の次男を婿養子に迎えて「吉見政春」と名乗らせる。
慶長18年（1613年）6月20日に死去。享年72。
広長は広頼の死後に帰参し家督を継いだが、元和4年（1618年）に輝元に討たれ、吉見氏は断絶した。政春も後に大野毛利家を興して、毛利就頼と改名した。

## 系譜
- 父：吉見正頼（1513-1588）
- 母：大宮姫（?-1577） - 大内義興の娘[1]。
- 正室：津和野局（?-1571） - 毛利隆元の長女[1]。
  - 長女：矢野局（?-1611） - 河野通直室、後に末次元康継室[1]。
  - 次女：正岫寿覚（?-1578） - 早世[1]。
- 継室：河原殿（?-1595） - 内藤隆春の娘[1]。法名は「月仲隆円」[1]。
  - 長男：吉見元頼（1575-1594）
  - 次男：吉見広長（1582-1618）
  - 三女：珠光院（?-1606） - 益田広兼正室[1]。法名は「殊光院花林妙栄」[1]。
  - 女子：宍光院（?-1642） - 宍道元信室[1]。法名は「宍光院花桂祐顔」[1]。
- 側室：高雲院（?-1660） - 光井勝良の娘[1]。法名は「高雲院覚誉妙慶」[1]。
  - 女子：慶応妙雲（?-1642） - 天野元景室[1]。
  - 女子：荘厳院（1608-1647） - 毛利就頼正室[1]。法名は「荘厳院輪誉慶法」[1]。
- 養子
  - 婿養子：毛利就頼（1607-1676） - 吉川広家の次男[1]。初名は「吉見政春」[1]。大野毛利家の初代当主。